# Topolovgrad
Topolovgrad (Bulgaars: Тополовград) is een stad gelegen in het zuiden van Bulgarije in de   oblast Chaskovo. Topolovgrad is het administratieve centrum van gelijknamige gemeente, bestaande uit in totaal 21 nederzettingen. Tot 1934 heette deze plaats Kavakli, afgeleid uit het Turkse woord kavak.

## Demografie
In de twintigste eeuw woonden er grote aantallen Grieken in Topolovgrad, maar zij verhuisden massaal naar  Zuid-Macedonië in Griekenland. Op 31 december 2018 telde de stad 4.811 inwoners en de gemeente 9.801 inwoners.